# Колаприоре (Бриндизи)
Колаприоре (итал. Colapriore) је насеље у Италији у округу Бриндизи, региону Апулија.
Према процени из 2011. у насељу је живело 28 становника. Насеље се налази на надморској висини од 333 м.